# 단성초등학교 백곡분교
단성초등학교 백곡분교는 경상남도 산청군 단성면 덕천로 772 (호리)에 있었던 분교이다.

## 연혁
- 1946년 4월 1일 백곡국민학교 설립인가
- 1986년 2월 15일 병설유치원 개원
- 1990년 3월 1일 금만국민학교 백곡분교
- 1998년 3월 1일 단성초등학교 백곡분교
- 1999년 2월 19일 제47회 졸업(총 1166명)
- 1999년 3월 1일 단성초등학교로 통폐합